# Max Sergelius
Maximilian (Max) Sergelius  (ursprungligen Sergejeff), född 5 maj 1879 i Åbo, död 20 januari 1958 i Helsingfors, var en finländsk skolman och politiker. 
Sergelius blev diplomingenjör 1901 och filosofie kandidat 1902. Han var rektor för Tekniska läroverket i Helsingfors 1916–1952 och en flitig läroboksförfattare. Han utgav bland annat Lärobok i teknisk mekanik (tre band, 1949–1952) och I den tekniska undervisningens tjänst i hem- och utlandet (memoarer, 1955). Han engagerade sig i tjänstemännens fackliga verksamhet bland annat som en av Tjänstemannaföreningarnas i Finland centralförbunds (sedermera Tjänstemannaförbundet) grundare 1917 och som initiativtagare till det för lägre tjänsteinnehavare avsedda Statsfunktionärernas i Finland centralförbund 1922. Han var ordförande i Svenska vänstern 1931–1948 (efterträdde Georg Schauman) samt ledamot av Finlands riksdag 1926–1939 och 1945–1948. Han var även en av initiativtagarna till Samfundet Finland-Sovjetunionen och medlem av dess centralstyrelse 1944–1952. Han tilldelades industriråds titel 1939.